# 월드워 Z 2
《월드워 Z 2》(World War Z 2)는 제작이 취소된 미개봉 영화이다.